# Conrad Loddiges
Conrad Loddiges (1738, Vristerbholtzen, Hanover - 13 de marzo de 1826, Hackney, Londres) fue un botánico y horticultor inglés de origen alemán.
Vino a Gran Bretaña hacia 1761 como jardinero para Sir John B. Silvester, en Hackney. 
En 1771, compra el invernadero fundado por John Busch (v. 1730-1838). Transmite esta empresa a sus hijos William Loddiges (v. 1776-1849) y a George Loddiges (1784-1846). 
Conrad Loddiges introduce spp. que recolectan François A. Michaux (1770-1855) y John Bartram (1699-1777).

## Honores
John Sims (1749-1831) le dedica en 1808, el género botánico Loddigesia de la familia de las Leguminosas.

## Fuente
- Ray Desmond. 1994. Dictionary of British and Irish Botanists and Horticulturists including Plant Collectors, Flower Painters and Garden Designers. Taylor & Francis, & The Natural History Museum (Londres).

- La abreviatura «Lodd.» se emplea para indicar a Conrad Loddiges como autoridad en la descripción y clasificación científica de los vegetales.[1]